# Gevelstenen Zwanenplein
Gevelstenen Zwanenplein is een verzameling gevelornamenten aangebracht op de gebouwen rondom het Zwanenplein in Amsterdam-Noord.

## Inleiding
Het Zwanenplein werd aangelegd als een open ruimte binnen de Amsterdamse Vogelbuurt. Het werd een ruim plein, desalniettemin kwam er geen artistiek kunstwerk in de vorm van een beeld of iets dergelijks. Echter, in de gevels van de gebouwen rondom het plein zijn tal van artistieke bouwornamenten toegepast, meest in de vorm van gevelstenen. Omdat alle beelden in de gevels verwerkt zijn is de datering ook vrij nauwkeurig vastgesteld. Op het elektriciteitshuisje en het gebouw Zwanenplein 34-36 (voormalige Bethlehemkerk) na dateert de bouw uit de late jaren tien; sommige gevelstenen refereren dan ook aan de Eerste Wereldoorlog.

## Gevelornamenten

### Straatnaambord
Een versiering die van veel later tijdstip is is een illustratie bij de straatnaam. Sommige straatnaamborden aan het plein worden ondersteund door een afbeelding van de vogel. Deze combinatie is in de hele wijk terug te vinden. Het is de jongste uiting (ze vermeldt het jaar 2011) van kunst aan het plein (gegevens 2022).

### Parkieten en apen
Daar waar de Koekoeksstraat vanuit het Zwanenplein wegloopt zijn aan weerszijden twee beelden te zien van Driekus Jansen van Galen. Ze beelden gezinsvorming uit:
- een nest met eieren en jong onder oppassend parkieten of papegaaien, daar waar Koekoeksstraat 3 aan Spechtstraat 38 gebouwd is;
- twee oudere apen passen op hun jong, daar waar je Koekoeksstraat 2 zou verwachten op de scheidslijn met Spechtstraat 34

### Opdrachtgever
Boven Zwanenplein 41 is een gevelsteen ingemetseld, die de naam vermeldt van de woningcorporatie die de bouwopdracht gaf: Woningstichting Patrimonium.

### Adelaar en haan
Bij de huisnummers 57 en 71 zijn twee gevelstenen geplaatst die verband met elkaar houden. Ze verwijzen naar de Eerste Wereldoorlog. De steen bij 51 bevat een afbeelding van een adelaar (staand voor Duitsland) en een haan (Frankrijk); beeldhouwer onbekend, wellicht David Ingwersen, broer van architect Arnold Ingwersen,. Bij 71 wordt de situatie uitgelegd in een gedicht van David Ingwersen (D.I), met de tekst waarbij de ijsbeer voor Rusland staat en de luipaard voor het Verenigd Koninkrijk:
Ijsbeer en luipaard en Gallische haan
bonden den kampstrijd met d’adelaar aan
hoe bloedden kaken en klauwen!
Holland toog rustig aan ’t bouwen
Wat vindt de vrede na vier jaar vol leed?
D’adelaar stervend, dit bouwwerk gereed
D.I

### Bouwen
Bijna symmetrisch (een kenmerk van de bouwstijl Amsterdamse School) zijn bij de huisnummer 107 en 121 weer twee gevelstenen te zien; ook zij houden verband met elkaar en voeren terug op de Eerste Wereldoorlog. Het reliëf laat een bouwwerk met op de achtergrond een opkomende zon zien. Opnieuw is de tekst van David Ingwersen (DI), waarbij Czar voert terug op Nicolaas II van Rusland en Wilhelm op Wilhelm II van Duitsland (de steen is derhalve gemaakt na 17 juli 1918, toen Nicolaas werd vermoord, maar ook na 10 november 1918, toen Wilhelm uit Duitsland vluchtte):
Vredezon was schuil gegaan
Hier vangt vredig bouwen aan.
De Czar vermoord, Wilhelm verjaagd
Men bouwt en werkt hier onvertraagd.
De vrede keer veel ligt berooid.
Dit bouwwerk staat voltooid
D.I.

### Zwanen op het Zwanenplein
Alhoewel er op het plein geen plek is voor zwanen (er is geen groot water in de buurt) refereren twee gevelstenen in de gevelwand bij huisnummers 49-55 en 73-39 aan de zwanen. Een van de twee heeft een onderschrift Op 't Zwanenplein; de ander moet het zonder onderschrift doen. Het bevat op beide stenen familiebeelden; de een lijkt daarbij vredelievender dan de ander. De maker is onbekend.

### In de Vogelwijkslanden
Bij de huisnummers 91 en 97 is een gevelsteen te zien van een aantal vogels op een gebogen tak; één vogel vliegt er tussenuit.

### Onderdoorgang Putterstraat
Vanuit het Zwanenplein is een onderdoorgang (poortgebouw) geconstrueerd naar de Putterstraat. Hier is een aantal ornamenten aangebracht:
- gevelsteen met de tekst (met overgenomen spelfouten): 1914-1918 Distributie: Overheid God zij geprezen, toog het volk tot heil aan ’t werk, traghtt in schaarschte naar voorziening steld aan hebzucht paal en perk; de tekst sluit af met een monogram HB of HR
- gevelsteen met tekst over prijzen voor levensmiddelen en bouwstoffen: 1914-1918 Dure tijden, iedren morgen, nieuwe lasten, zwaarder zorgen
- bewerkte sluitstenen
- gevelsteen aan zijde van Putterstraat met vogels
- geel en zwart metselwerk van de koepel onder poort doet denken aan metselwerk van het beurspoortje
- Anno 1918 in siersmeedijzer in de typografie van de Amsterdamse School.

## Afbeeldingen

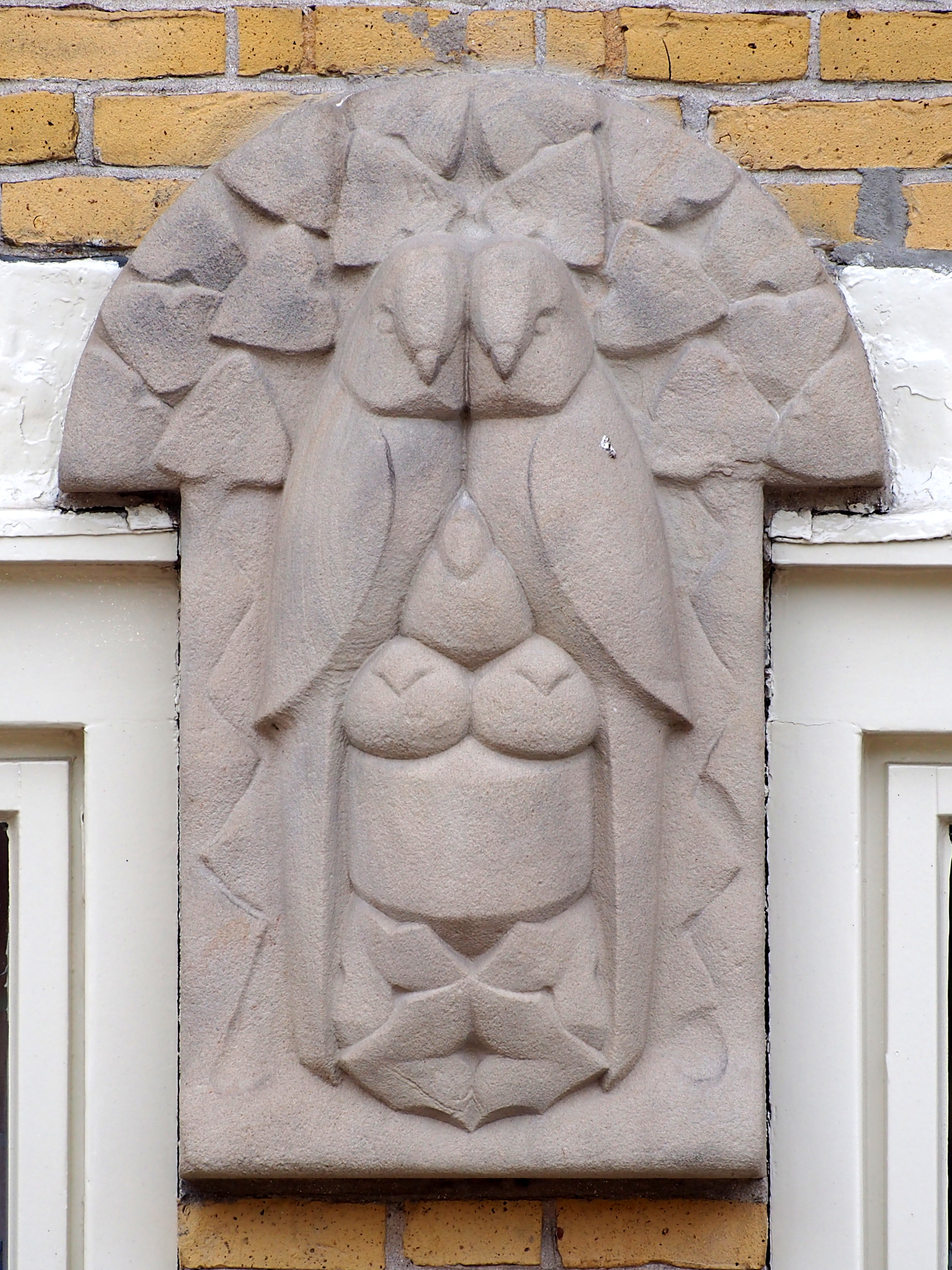
Parkieten in 2016
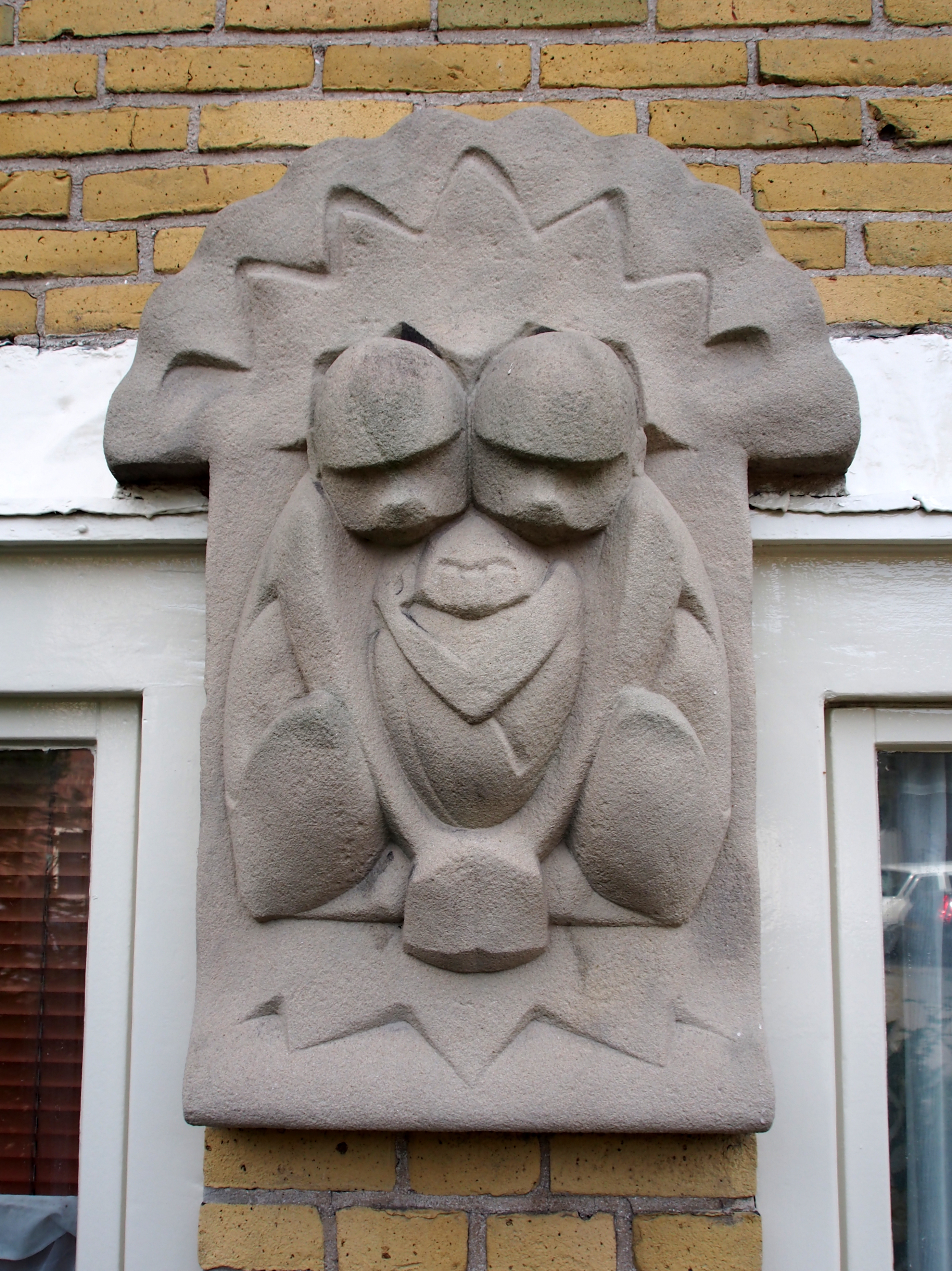
Apen in 2016
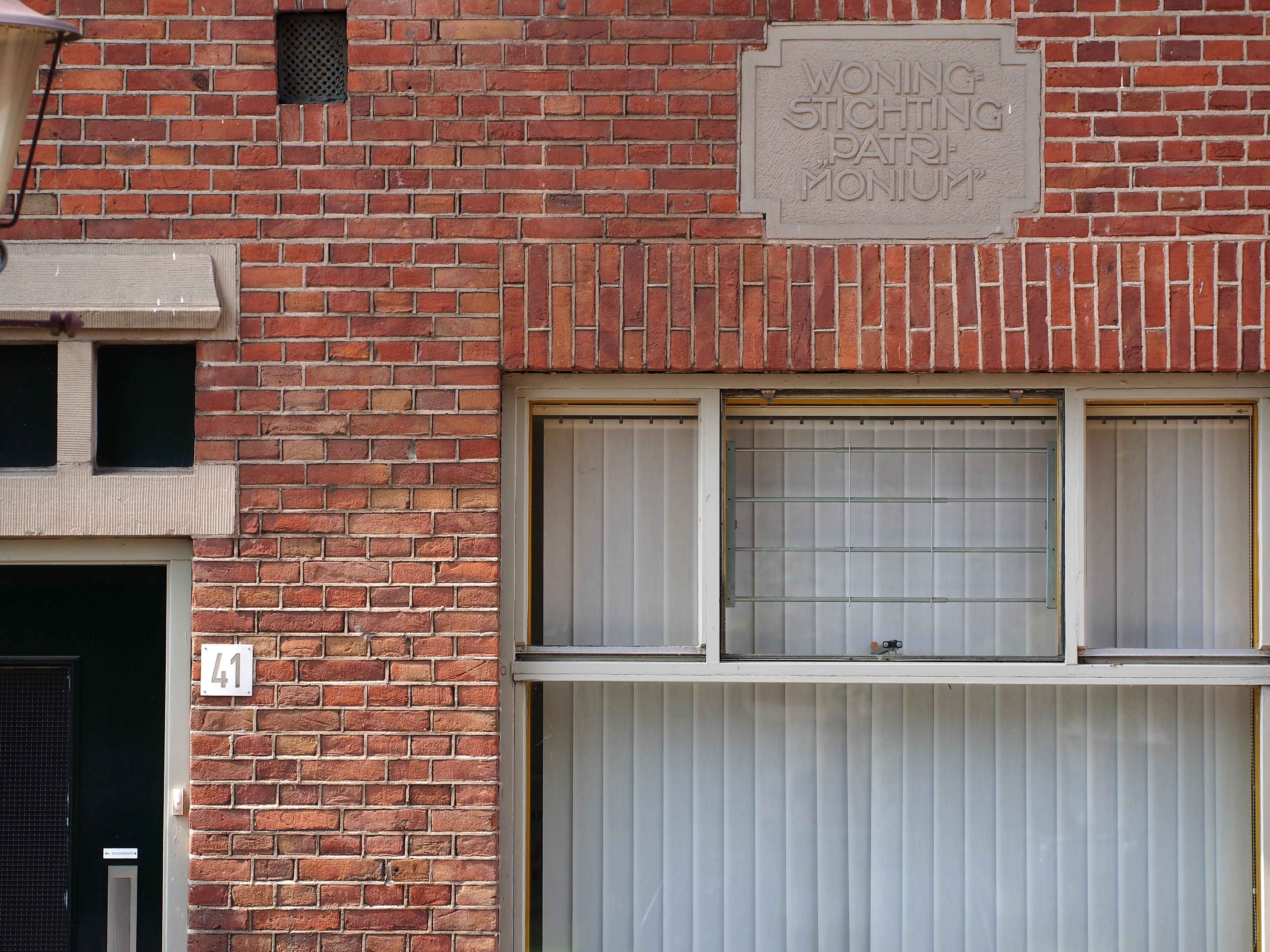
Patrimonium (juli 2016)
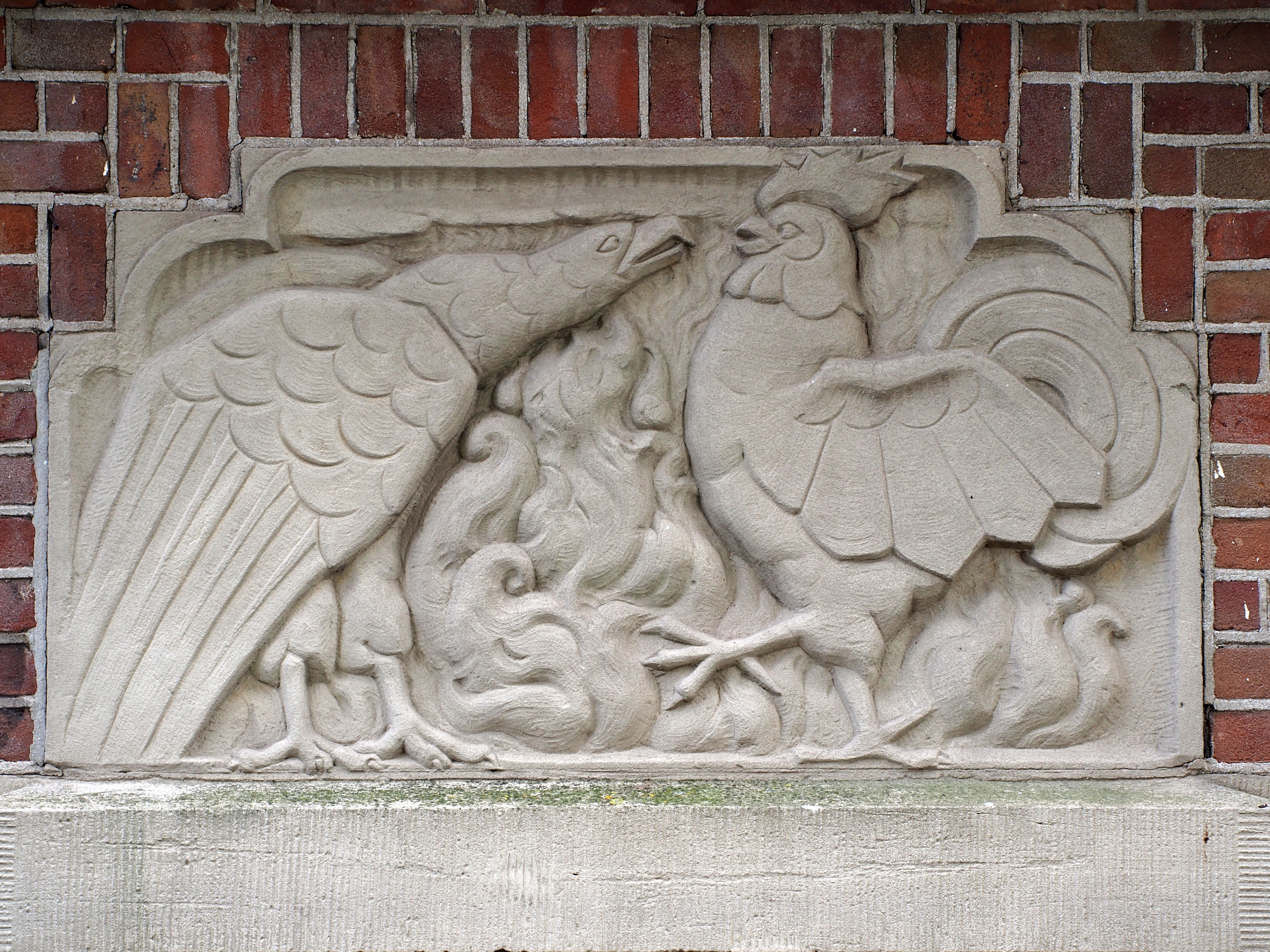
Adelaar en haan (juli 2016)
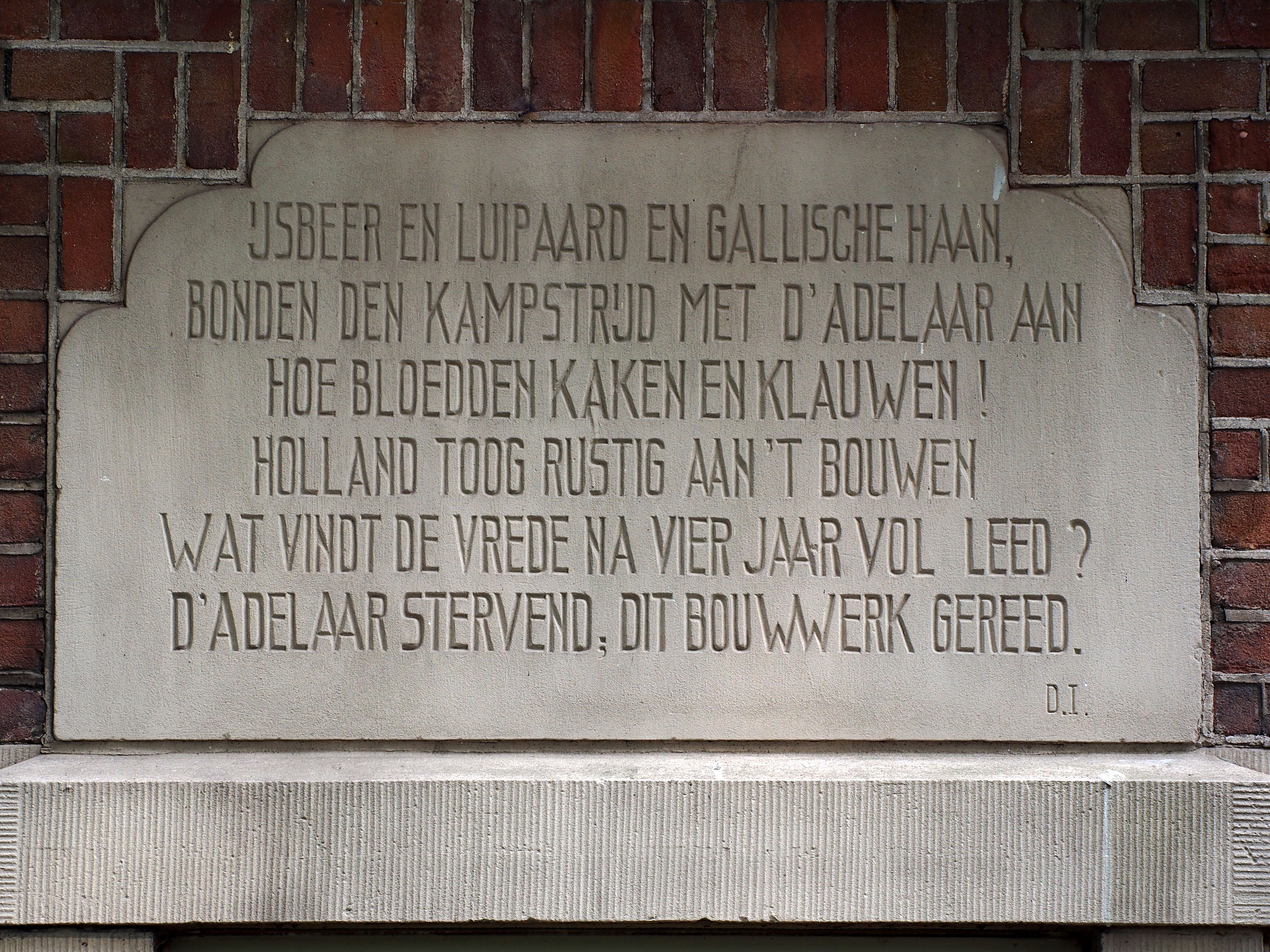
Bijbehorende tekst (juli 2016)
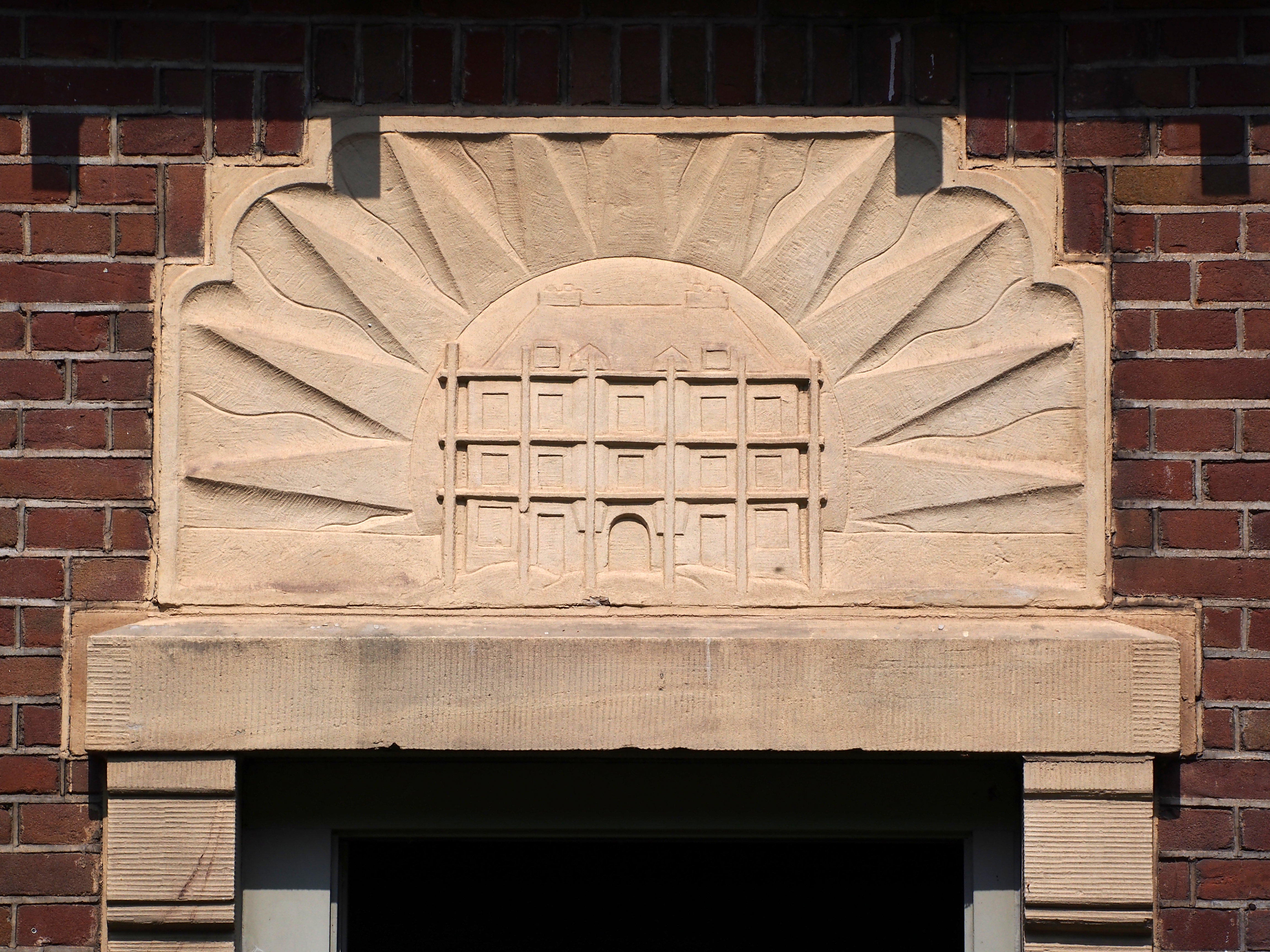
Gebouw met zon (juli 2016)
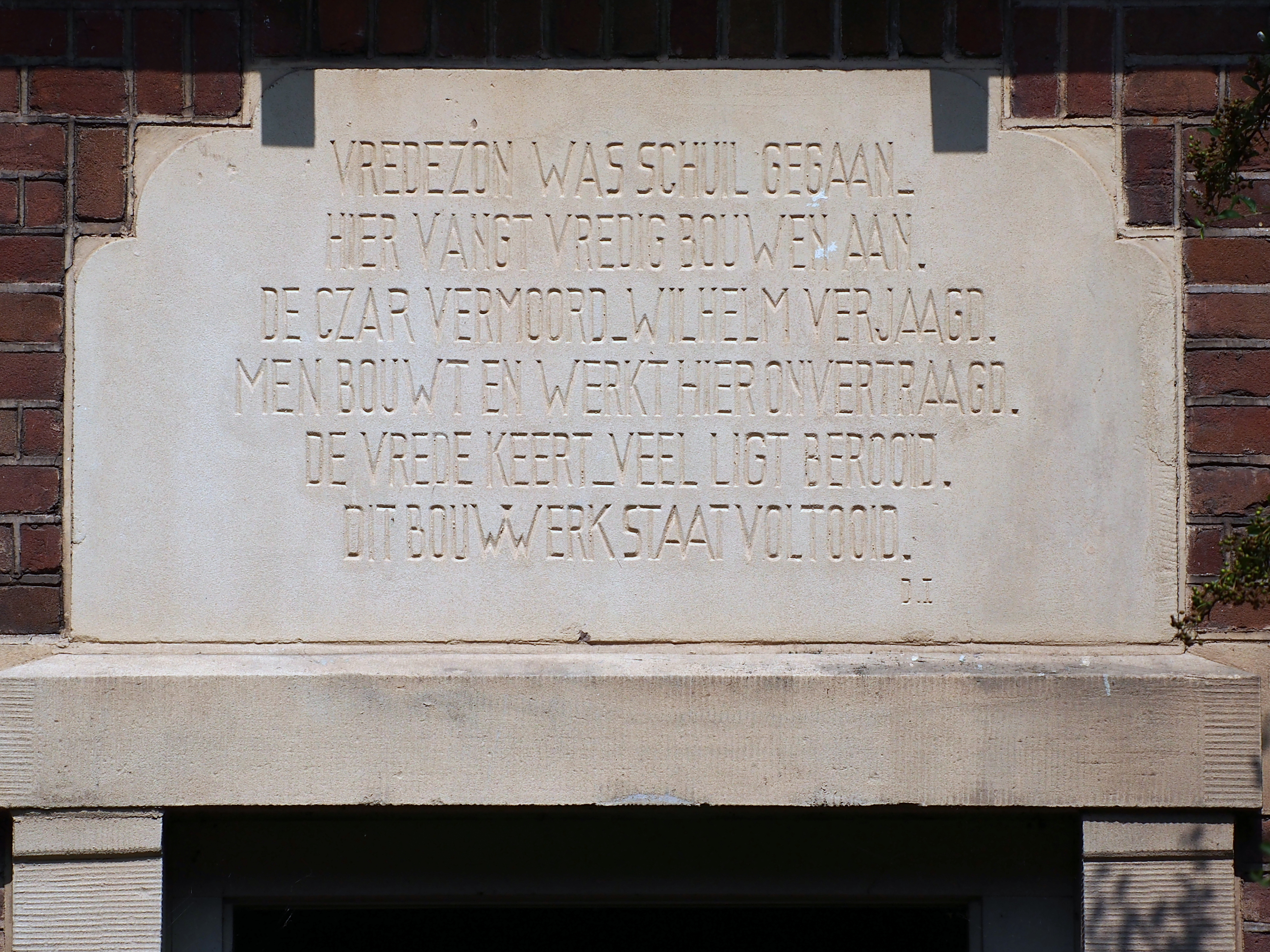
Tekst bij gebouw (juli 2016)
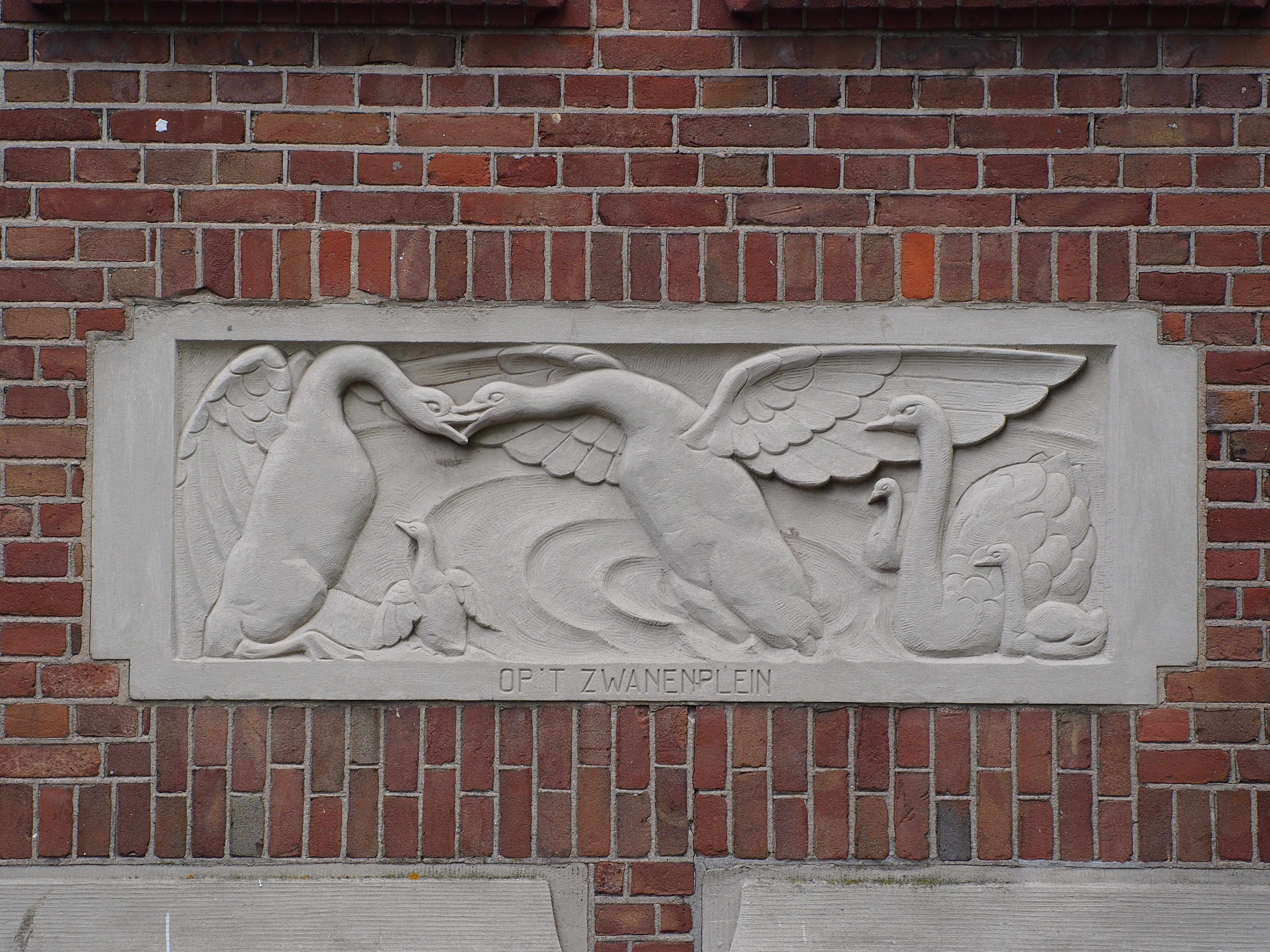
Gevelsteen zwanenfamilie met onderschrift (juni 2016)
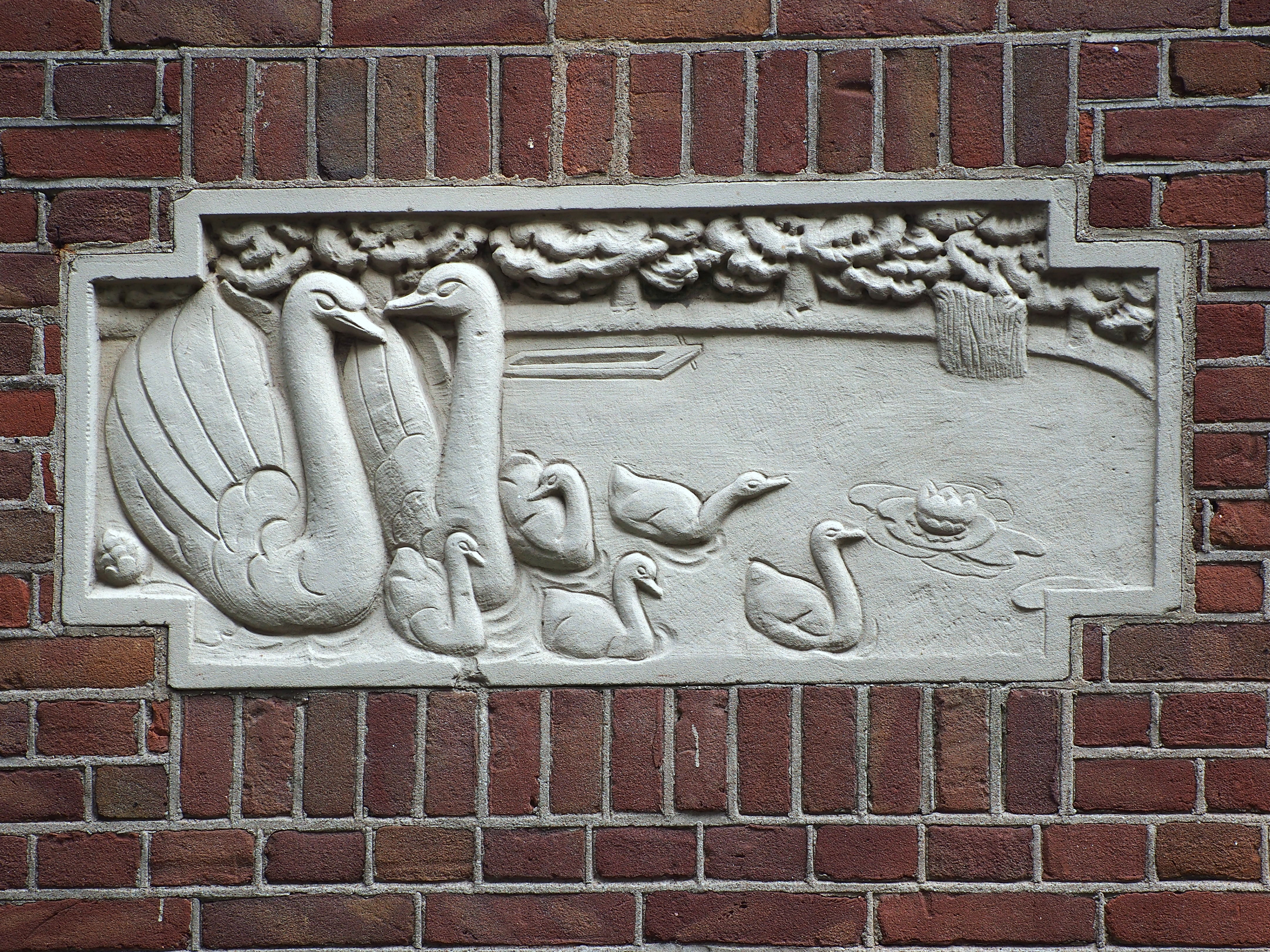
Gevelsteen zwanenfamilie zonder onderschift (juni 2016)
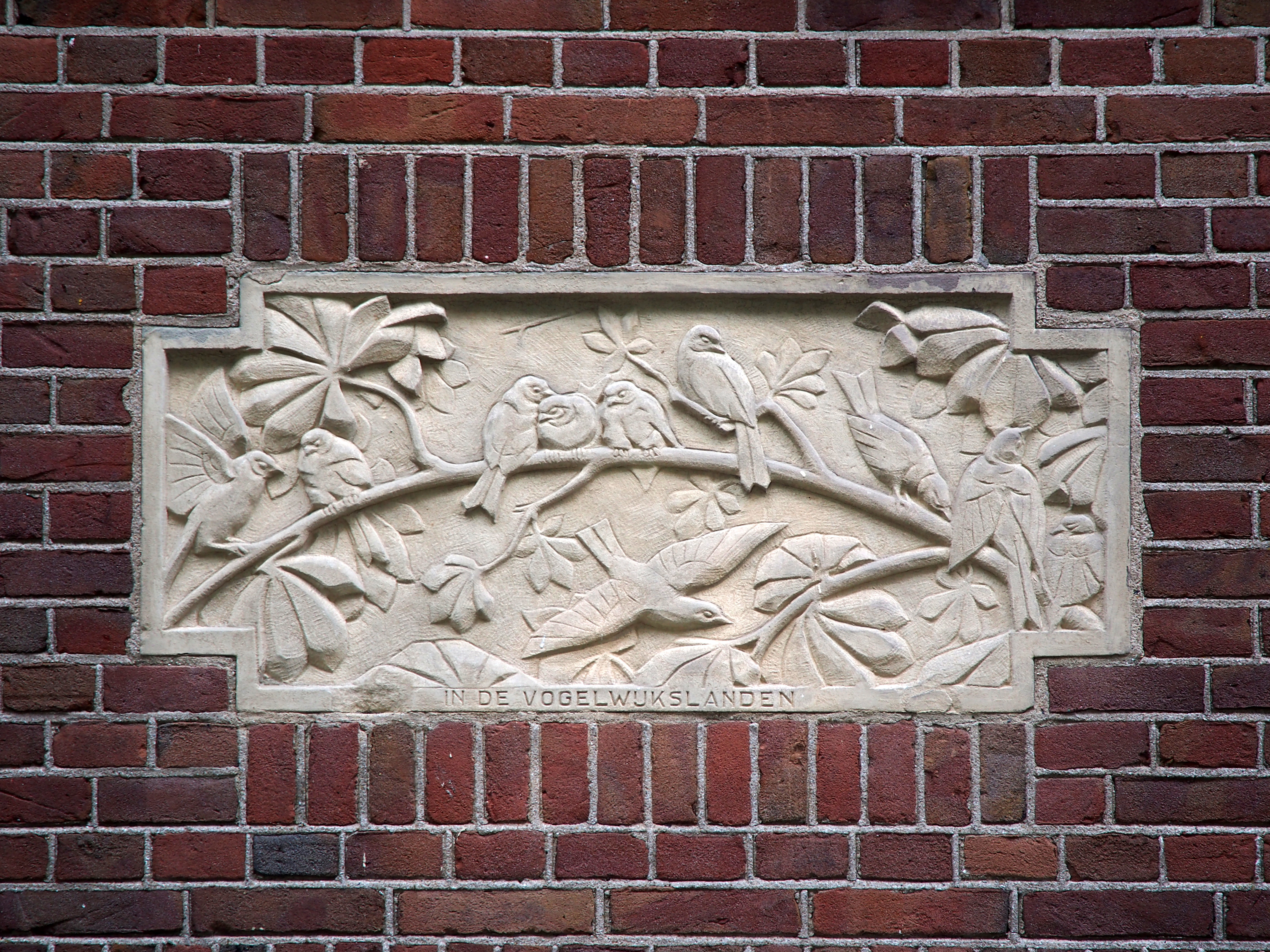
Diverse vogels (juni 2016)
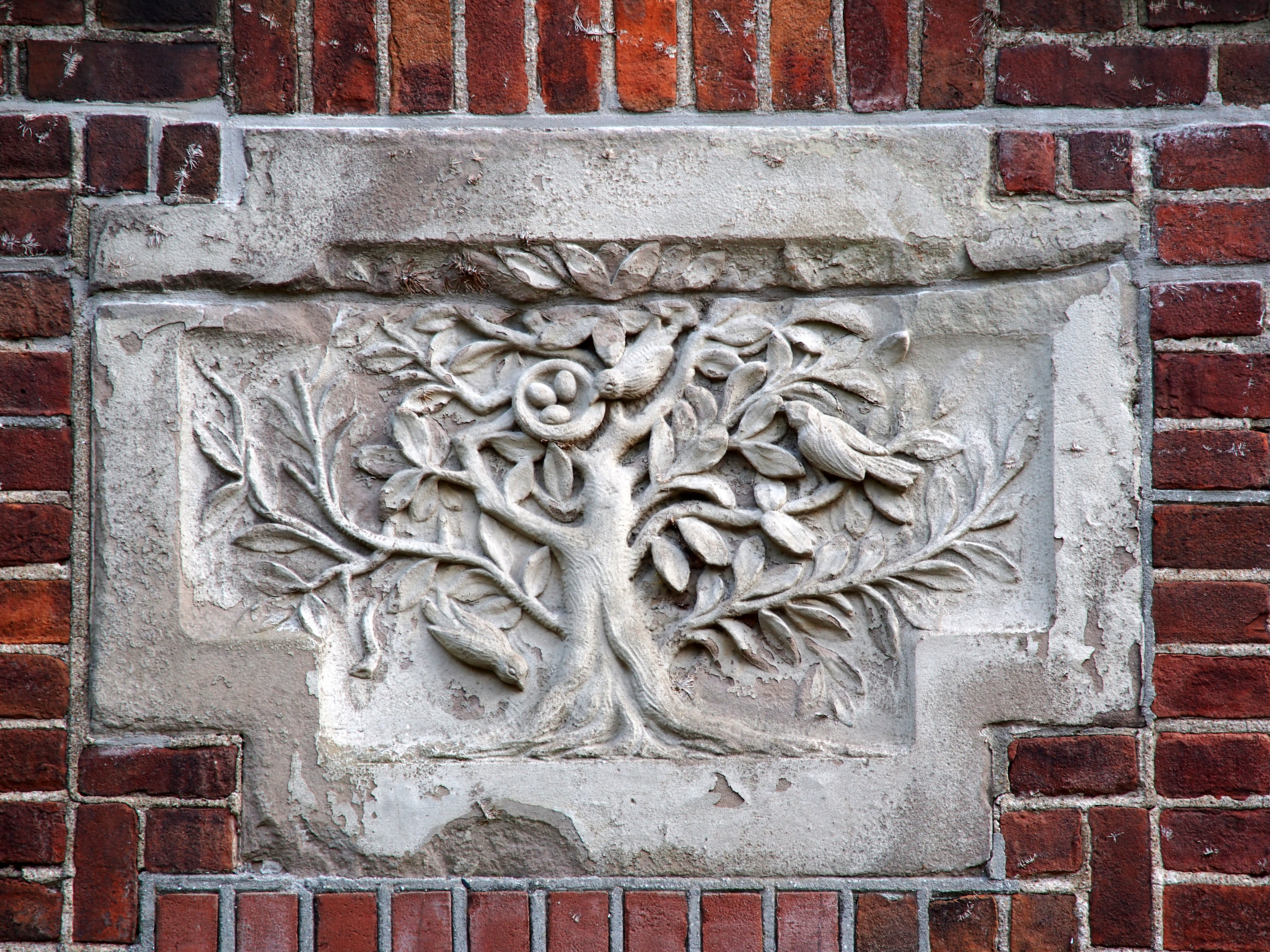
Gevelsteen boven poort Zwanenplein-Putterstraat (juni 2016)
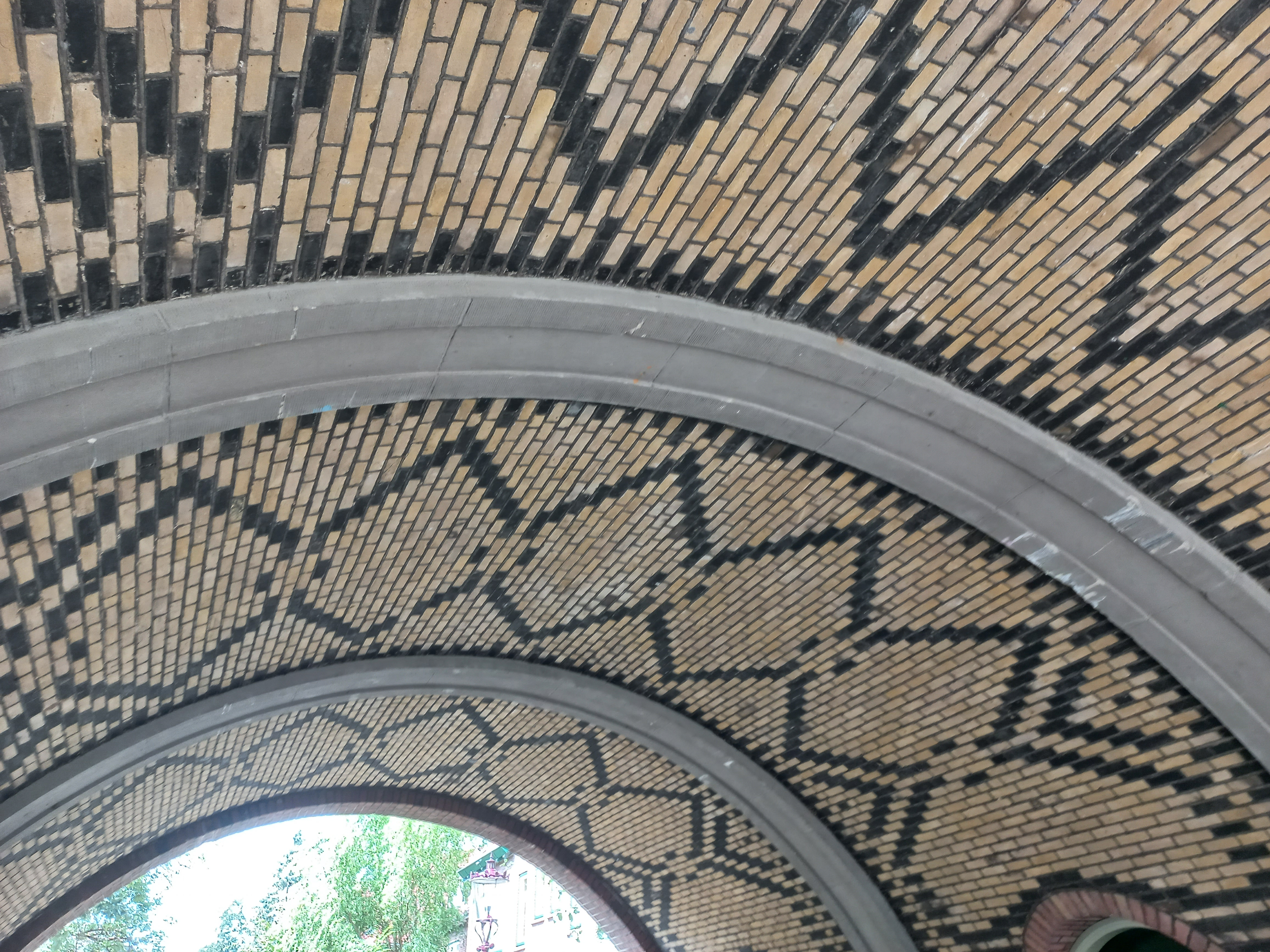
Dak van poort Zwanenplein, Putterstraat (juli 2022)
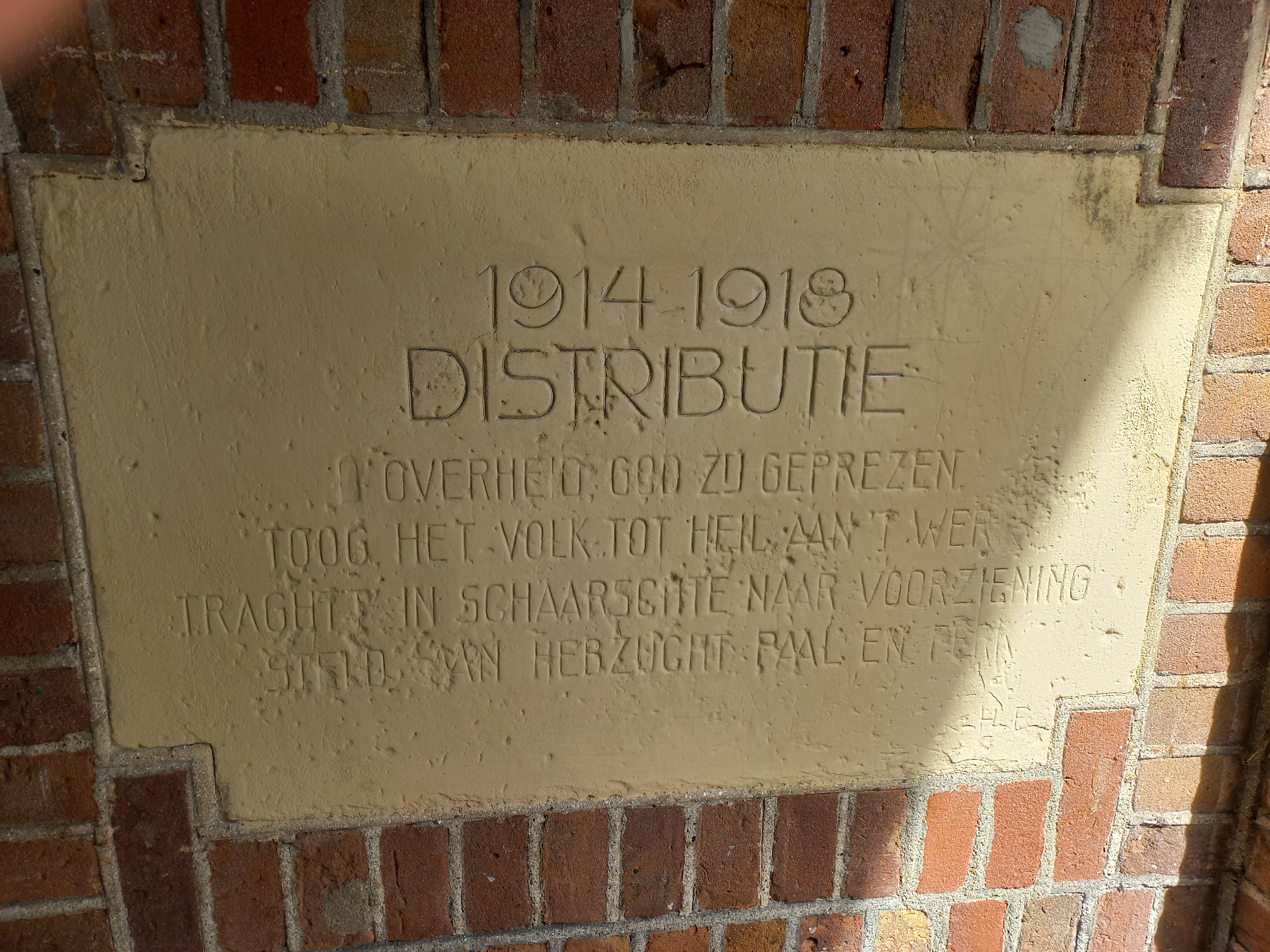
Gevelsteen in de poort (juli 2022)